# Pra Loup
Pra Loup is een Frans skigebied, gelegen bij de stad Uvernet-Fours en op ongeveer 7 kilometer van de stad Barcelonnette.

## Achtergrond
Het skistation is verdeeld in twee afzonderlijke delen die 2 km van elkaar verwijderd zijn:
- Pra Loup 1500 (Molanes)
- Pra Loup 1600

Het skigebied heeft een verhoging van 1630 meter.
- Vertrek: Barcelonnette (1.130 meter)
- Hoogteverschil: 500 meter
- Lengte: 9,4 km
- helling: 5,3% van het gemiddelde (maximaal 10,1%)
- Het resort heeft 53 liften, 165 km van sporen, en het skigebied is verbonden met dat van de Foux-d'Allos door het dal van Agneliers.

## Tour de France
Pra Loup was als finishplaats de laatste beklimming in de vijftiende etappe van de Ronde van Frankrijk in 1975. De 217 kilometer lange race vanuit Nice werd gewonnen door Bernard Thévenet. Tevens wordt de klim gezien als het punt waarop de carrière van Eddy Merckx begon te wankelen.
| Jaar | Etappe | Start           | Finish   | Eerste boven        |
| ---- | ------ | --------------- | -------- | ------------------- |
| 1975 | 15     | Nice            | Pra Loup | Bernard Thévenet    |
| 1980 | 16     | Trets           | Pra Loup | Jos Deschoenmaecker |
| 2015 | 17     | Digne-les-Bains | Pra Loup | Simon Geschke       |